# Алфред Хугенберг
Алфред Хугенберг (Хановер, 19. јун 1865 — Кикенбрух, 12. март 1951) је био немачки политичар. Студирао је права у Хајделбергу и Берлину. Службовао је у пруском министарству финансија пре него што га је Густав Круп поставио за председника борда директора компаније. Поставши и сам предузетник стекао је до краја Првог светског рата највећу немачку филмску компанију (UFA) и више локалних новина. Био је један од оснивача конзервативне и крајње десничарске Немачке националне народне партије (1919) и ускоро њен председник. Од 1920. године члан је Рајхстага, а од 1929. године почео је да подржава нацисте. Био је министар привреде и министар за исхрану у првој Хитлеровој влади, од јануара до јуна 1933. године, када је поднео оставку из протеста што му је странка укинута. Остао је члан Рајхстага, али без икаквог политичког утицаја.